# Clásica de los Puertos
La Clásica de los Puertos de Guadarrama fue una carrera ciclista de un día que se disputaba en la Sierra de Guadarrama, entre las provincias de Segovia y Madrid (España). Durante los 146 kilómetros de carrera, los ciclistas cruzarían el Alto de La Serranilla, el Alto del León, el Alto de Los Ángeles de San Rafael y el Puerto de Navacerrada, recorriendo algunas localidades serranas de las dos provincias, pero tomando como salida y llegada el municipio madrileño de Guadarrama.

## Historia
Fue creada en 1920, bajo la denominación Vuelta a los Puertos o Campeonato de Madrid, pasando por diferentes épocas en las que tuvo mayor o menor continuidad en su celebración, para finalmente quedarse ininterrumpidamente en el calendario ciclista profesional desde 1978. Desde la creación de los Circuitos Continentales UCI en 2005 formó parte del UCI Europe Tour, dentro de la categoría 1.1. La última edición se disputó en 2008.

## Palmarés
| Año                               | Ganador                        | Segundo                     | Tercero                      |
| --------------------------------- | ------------------------------ | --------------------------- | ---------------------------- |
| 1920                              | Enrique Pimoulier              | Ramon Valentin              | Miguel García                |
| 1921-1922 ediciones no realizadas |                                |                             |                              |
| 1923                              | Miguel García                  | Guillermo Antón             | Miguel Serrano               |
| 1924                              | Guillermo Antón                | Miguel García               | Feliciano Gómez              |
| 1925                              | Telmo García                   | Feliciano Gómez             | Demetrio Del Val             |
| 1926-1927 ediciones no realizadas |                                |                             |                              |
| 1928                              | Telmo García                   | Eduardo Fernández           | Ricardo Montero              |
| 1929                              | Manuel López                   | Luis Grossocordón           | Carlos López De La Torre     |
| 1930                              | Manuel López                   | Carlos López De La Torre    | Francisco Mula               |
| 1931                              | Francisco Llana Deblas         | Saturnino Alonso            | Carlos López De La Torre     |
| 1932                              | Ricardo Montero                | Vicente Trueba              | Manuel López                 |
| 1933                              | Francisco Llana Deblas         | José Mendez Pinzales        | Eusebio Bastida              |
| 1934                              | Vicente Carretero              | Bernardo De Castro          | Manuel Ruiz Trillo           |
| 1935                              | Antonio Montes García          | Bernardo De Castro          | Ricardo Montero              |
| 1936                              | Antonio Montes García          | Fermín Trueba               | Antonio Escuriet             |
| 1937-1938 ediciones no realizadas |                                |                             |                              |
| 1939                              | Fermín Trueba                  | Francisco Goenaga           | Delio Rodríguez              |
| 1940                              | Mariano Cañardo                | Antonio Martín Eguia        | Delio Rodríguez              |
| 1941-1943 ediciones no realizadas |                                |                             |                              |
| 1944                              | Julián Berrendero              | Martín Mancisidor           | Vicente Carretero            |
| 1945                              | Vicente Miró                   | José Gándara                | José Lizarralde              |
| 1946 edición no realizada         |                                |                             |                              |
| 1947                              | Julián Berrendero              | Delio Rodríguez             | Joaquín Jiménez Mata         |
| 1948 edición no realizada         |                                |                             |                              |
| 1949                              | Miguel Gual                    | Antonio Gelabert Armengual  | José Escolano                |
| 1950                              | Bernardo Ruiz                  | Julián Aguirrezabal         | Jorge Vallmitjana            |
| 1951                              | Bernardo Ruiz                  | Antonio Gelabert Armengual  | Manuel Rodríguez Barros      |
| 1952                              | Antonio Gelabert Armengual     | José Serra Gil              | Julián Aguirrezabal          |
| 1953                              | Mariano Corrales               | Bernardo Ruiz               | Miguel Bover Pons            |
| 1954                              | Francisco Masip                | Federico Martín Bahamontes  | Bernardo Ruiz                |
| 1955                              | Federico Martín Bahamontes     | Francisco Masip             | Emilio Rodríguez Barros      |
| 1956                              | Gabriel Company                | Miguel Chacón               | Carmelo Morales Erostarbe    |
| 1957-1961 ediciones no realizadas |                                |                             |                              |
| 1962                              | Ginés García Perán             | Antonio Sabán Torrego       | Santos Ruiz Bermúdez         |
| 1963                              | José Antonio Momeñe            | Carlos Echeverría           | Antonio Blanco Martínez      |
| 1964                              | José Antonio Momeñe            | Fernando Manzaneque         | Antonio Suárez               |
| 1965                              | Mariano Díaz                   | Eugenio Lisarde             | Rafael Carrasco              |
| 1966                              | Jesús Aranzabal                | Angelino Soler              | Aurelio González Puente      |
| 1967                              | José Luis Uribezubia           | Gabino Ereñozaga            | Eugenio Lisarde              |
| 1968                              | Nemesio Jiménez                | Jesús Manzaneque            | Gabriel Mascaró              |
| 1969                              | José Luis Abilleira            | Germán Martín Saez          | Jesús Manzaneque             |
| 1970-1977 ediciones no realizadas |                                |                             |                              |
| 1978                              | Carlos Machín Rodríguez        |                             |                              |
| 1979                              | Ángel López del Álamo          | Ángel Arroyo                | Eduardo Chozas               |
| 1980                              | Ángel Arroyo                   | Anastasio Greciano          | Ángel López del Álamo        |
| 1981                              | Luis Gutiérrez                 | Ángel Arroyo                | Eduardo Chozas               |
| 1982                              | Vicente Belda                  | Vladimír Kozárek            | Ignacio Fandos Garriga       |
| 1983                              | José Luis Laguía               | Antonio Coll                | Eduardo Chozas               |
| 1984                              | Iñaki Gastón                   | Juan Fernández Martín       | Reimund Dietzen              |
| 1985                              | Juan Fernández Martín          | Iñaki Gastón                | Antonio Coll                 |
| 1986                              | Laudelino Cubino               | Alirio Chizabas             | Juan Martínez Oliver         |
| 1987                              | Roberto Córdoba                | Vicente Ridaura             | Jesús Cruz Martín            |
| 1988                              | Laudelino Cubino               | Jesús Rodríguez Magro       | Miguel Ángel Martínez Torres |
| 1989                              | Jokin Mujika                   | Francisco Antequera         | Marco Giovannetti            |
| 1990                              | Stephen Hodge                  | Enrique Aja                 | Eduardo Ruiz Santamaría      |
| 1991                              | Pedro Delgado                  | Piotr Ugriúmov              | Laudelino Cubino             |
| 1992                              | Néstor Mora                    | Laudelino Cubino            | Eduardo Chozas               |
| 1993                              | Miguel Induráin                | Antonio Martín Velasco      | Ángel Yesid Camargo          |
| 1994                              | Fernando Escartín              | Laudelino Cubino            | Carmelo Miranda              |
| 1995                              | Ángel Casero                   | Marcos Serrano              | Manuel Fernández Ginés       |
| 1996                              | Fernando Escartín              | Miguel Induráin             | Federico Muñoz               |
| 1997                              | Manolo Beltrán                 | José Manuel Uría            | Roberto Heras                |
| 1998                              | Marcos Serrano                 | Eleuterio Anguita           | Roberto Heras                |
| 1999                              | Miguel Ángel Martín Perdiguero | Igor Flores                 | Ángel Casero                 |
| 2000                              | Paco Mancebo                   | Fernando Escartín           | Roberto Heras                |
| 2001                              | Santiago Botero                | Juan Miguel Mercado         | Óscar Sevilla                |
| 2002                              | Josep Jufré                    | Adolfo García Quesada       | Óscar Sevilla                |
| 2003                              | Denís Menshov                  | Marcos Serrano              | Peio Arreitunandia           |
| 2004                              | Jorge Ferrío                   | Carlos Ramon Golbano García | Gustavo César Veloso         |
| 2005                              | Xabier Zandio                  | Carlos Castaño Panadero     | José Luis Martínez Jiménez   |
| 2006                              | Rubén Plaza                    | Jon Bru                     | Eladio Jiménez               |
| 2007                              | Héctor Guerra                  | Alejandro Valverde          | Dani Moreno                  |
| 2008                              | Levi Leipheimer                | Alberto Contador            | Diego Gallego                |

Nota: Las ediciones de 1965, 1978, 1979 y 1981 fueron amateur.

## Palmarés por países
| País           | Victorias |
| -------------- | --------- |
| España         | 60        |
| Colombia       | 2         |
| Australia      | 1         |
| Rusia          | 1         |
| Estados Unidos | 1         |